# 达克图伊村委员会
达克图伊村委员会（俄语：Дактуйский сельсовет）是俄罗斯联邦阿穆尔州马格达加奇区所属的一个村委员会。其下辖有5个居民点，行政中心为达克图伊。据2016年统计，该村委员会的人口为737人。